# Толл-подобный рецептор 2
TLR2 (толл-подобный рецептор 2, CD282) — мембранный белок, входящий в группу толл-подобных рецепторов, обеспечивающих функционирование врождённого иммунитета. TLR2 так же как TLR1 распознаёт патоген-связанные молекулярные структуры грам-положительных бактерий, включая пептидогликаны, липотейхоевую кислоту, некоторые компоненты микобактерий и зимозан клеточной стенки дрожжей.